# 宮本匡章
宮本 匡章（みやもと まさあき、1933年 - ）は、日本の会計学者。大阪大学名誉教授。元高岡短期大学学長。元金沢学院大学学園長。元日本原価計算研究学会会長。

## 人物・経歴
1957年神戸大学大学院経営学研究科修士課程修了。大阪府立大学経済学部助手、大阪府立大学経済学部講師、大阪大学経済学部講師、大阪大学経済学部助教授を経て、1972年大阪大学経済学部教授。1988年大阪大学経済学部長。1992年大阪大学名誉教授、高岡短期大学学長。1994年日本原価計算学会会長。1998年金沢学院大学経営情報学部教授。2000年金沢学院大学学長。2004年金沢学院大学学園長。

## 著書
- 『無効費用の理論』千倉書房 1967年
- 『会計的情報と意思決定』中央経済社 1978年
- 『原価計算の基礎知識』（津曲直躬と共編著）中央経済社 1982年
- 『原価会計論』中央経済社 1983年
- 『原価計算システム : 現状と課題』中央経済社 1990年
- 『会計学辞典』（森田哲弥と共編著）中央経済社 1992年